# Bangun Raya (Raya Kahean)
Bangun Raya is een bestuurslaag in het regentschap Simalungun van de provincie Noord-Sumatra, Indonesië. Bangun Raya telt 1315 inwoners (volkstelling 2010).